# Loriol-sur-Drôme
Loriol-sur-Drôme település Franciaországban, Drôme megyében. Lakosainak száma 6584 fő (2022. január 1.). Loriol-sur-Drôme Baix, Le Pouzin, Cliousclat, Grane, Livron-sur-Drôme és Saulce-sur-Rhône községekkel határos.

## Népesség
A település népességének változása:
| Lakosok száma | 3421 | 4635 | 5609 | 5701 | 6162 | 6487 | 6593 | 6616 | 6629 | 6584 |
|               | 1968 | 1982 | 1990 | 2006 | 2013 | 2015 | 2017 | 2019 | 2020 | 2022 |